# Rob Fusari
Rob Fusari (Livingston, Nova Jersey, 1976), també conegut com a 8Bit, és un productor i compositor de discos estatunidenc. Nominat als Grammy, és conegut sobretot per haver aconseguit èxits número u amb Beyoncé, Kelly Rowland, Will Smith, Whitney Houston i Lady Gaga.
Fusari va començar a escriure cançons mentre era estudiant a la Universitat William Paterson. Va començar a gravar demos i, posteriorment, va conèixer el famós compositor Irwin Levine, que era conegut per escriure "Tie a Yellow Ribbon Round the Ole Oak Tree" i diversos èxits més per a Tony Orlando & Dawn.
A finals dels anys noranta, Fusari es va convertir en soci productor de Vincent Herbert. Va ser en aquest moment que va escriure el seu primer senzill número 1, "No, No, No", que va fer enlairar la carrera de Destiny Child El 2001, Fusari va produir "Bootylicious" per al tercer àlbum d'estudi del grup, Survivor La cançó també va assolir el número 1 del Billboard Hot 100 dels Estats Units. El 1999, Fusari va produir l'exitós senzill de Will Smith "Wild Wild West" de la pel·lícula del mateix nom.
El 2002 va produir les cançons "Train on a Track" de Kelly Rowland i "Love That Man" de Whitney Houston, que es van llançar com a senzills amb diversos graus d'èxit el 2003. El mateix any, Fusari va treballar per primera vegada amb Britney Spears en una pista titulada "Love's Supposed 2 Be", que no va poder incloure's a l'àlbum In the zone.
El 2008, Fusari va ser productor guanyador d'un Grammy a l'àlbum debut de Lady Gaga, The Fame. Va produir i firmar cinc cançons: "Paparazzi", "Beautiful, Dirty, Rich", "Again Again", "Brown Eyes" i "Disco Heaven". Fusari també va produir i coescriure "Vanity", "Glitter & Grease" i "Retro Dance Freak".
El 2012 va iniciar un segell musical independent, Last Quarter Records, amb seu a la ciutat de Nova York. Fusari està actualment associat a Sony ATV Publishing.
L'any 2016, Fusari va coescriure "Confessions of a Fool", "Singer Not The Song" i "The Ship Of The Seasick Sailor" amb el cantant principal d'ABC Martin Fry. L'àlbum va entrar a les llistes d'àlbums del Regne Unit al número 5, el primer llançament del Top 10 del Regne Unit des de 1990. Fusari va fer una gira amb ABC pel seu Lexicon of Love II UK Tour (amb una orquestra completa dirigida per Anne Dudley) a la tardor de 2016. Al desembre, Fusari i Fry van escriure i produir junts la primera cançó nadalenca d'ABC "A Christmas We Merit". BBC Radio 2 el va posar a la seva A-list després del seu llançament.